# Kalziumsilikatplatte
Die Kalziumsilikatplatte (auch Calciumsilikatplatte, Klimaplatte, Raumklimaplatte oder Wohnklimaplatte) ist eine Bau- und Brandschutzplatte aus Kalziumsilikat, die aus der technischen Wärmedämmung und dem Brandschutz stammt.
Es handelt sich um einen überwiegend mineralischen Baustoff, der aus Siliziumdioxid, Kalziumoxid, Wasserglas und Zellulose besteht und mit Hilfe von Wasserdampf, ähnlich wie Porenbeton, Mineralschaumdämmplatten und Kalksandstein gehärtet wird. Die Platte ist formstabil, druckfest, nicht brennbar, diffusionsoffen und alkalisch. Ihre Eigenschaft, Feuchtigkeit aufzunehmen, zu puffern und abzugeben und ihre wärmedämmende Wirkung macht sie für Spezialanwendungen im Hausbau interessant.

## Anwendungsgebiete
- Innendämmung von Außenwänden (speziell Fachwerkbauten, Altbauten mit historischer Fassade)
- Schimmelbekämpfung durch nachträgliche Dämmung von Wärmebrücken auf der Innenseite von Außenwänden. Dies ist eine der meist beschriebenen Einsatzmöglichkeiten.
- Bekleidung zum baulichen Brandschutz
- Hochtemperatur-Wärmedämmung im Industrieofen- und Anlagenbau.

## Einsatz zur Innendämmung von Außenwänden
Eine Innendämmung ist im Vergleich zur Außendämmung nur die zweitbeste Lösung. Sie setzt eine sorgfältige Verarbeitung voraus, Wärmebrücken durch Wand- und Deckenanschlüsse müssen berücksichtigt werden.
Die Kalziumsilikatplatte ist relativ teuer, ihre Verbreitung ist nicht sehr groß. Im Bereich der Innendämmung steht sie in Konkurrenz mit der preiswerteren und gut dämmenden Holzfaserdämmplatte, die jedoch bei erhöhten Brandschutzanforderungen nicht eingesetzt werden kann, und der Mineralschaumdämmplatte, deren Kapillarität jedoch nicht so hoch ist, die aber eine bessere Dämmwirkung hat.
Durch eine Innendämmung lässt sich der von der Energieeinsparverordnung (EnEV) 2009 geforderte U-Wert von 0,20 W/(m²·K) für die Wärmedämmung von Außenwänden schwer erreichen, da die Dämmschichtdicken auf der Innenwand 10 cm oder mehr betragen müssen.

### Tauwasserbildung
Eine Innendämmung führt dazu, dass die außerhalb der Dämmebene liegenden Bauteilschichten kälter werden. Im Winter kann es dadurch am Übergang zwischen Dämmstoff und Außenwand zu einer Taupunktunterschreitung und nachfolgend zu Kondenswasserbildung kommen, wenn die Feuchtigkeit nicht abgeführt werden kann. Studien haben gezeigt, dass Kalziumsilikatplatten in der Lage sind, entstehendes Kondensat kapillar abzuleiten, sofern die Feuchtigkeit von angrenzenden Bauteilschichten ebenso aufgenommen und fortgeleitet wird. Das zur Abschätzung der Tauwasserbildung früher überwiegend eingesetzte Glaser-Verfahren führt bei kapillaraktiven Dämmungen zu unrealistisch hohen Feuchtigkeitswerten, da es die gute Feuchteabgabe sowie die dynamischen Prozesse innerhalb der Wand nicht berücksichtigt.

### Vorteile bei der Verwendung als Innendämmung
- Einfache und schnelle Verarbeitung.
- Feuchteregulierende Wirkung mit positiver Wirkung auf das Raumklima.
- In Räumen mit mäßiger Feuchtigkeitsbelastung ist keine Dampfsperre oder Dampfbremse notwendig. Diffusionsoffenes, atmungsaktives System.
- „Fehlertolerant“: teilweises Durchstoßen der Platte kann den Wasserdampfeintrag erhöhen, der jedoch aufgrund der hohen Kapillarität gepuffert und wieder abgegeben wird.
- Wohngesundheitlich vorteilhaft: besitzt aufgrund ihres hohen pH-Werts eine gewisse Anti-Schimmelwirkung
- In der Regel ist eine einfache Entsorgung als (gemischter) Bauschutt möglich

### Nachteile
- Durch relativ niedrige Wärmespeicherkapazität des Werkstoffes Gefahr von „Barackenklima“, wenn auch andere Bauteile wie Innenwände und Geschossdecken keine besondere thermische Speichermasse aufweisen.
- Höhere Wärmeleitfähigkeit als andere als diffusionsoffene Innendämmung einsetzbare Dämmstoffe wie Holzfaserplatten.
- Hoher Preis durch aufwendigen Herstellprozess (wird teilweise durch die einfache Verarbeitung relativiert).

## Verarbeitung
Das Material lässt sich, ähnlich wie Porenbeton, sägen und bohren. Die Platten werden je nach Hersteller und Anwendung im Verband vollflächig oder im Punkt-Wulst-Verfahren, auf mineralische, gipsfreie Untergründe mit einem Spezialkleber aufgebracht. Die Anbringung mit Kleberbatzen birgt die Gefahr der Hinterlüftung, wenn die Wandanschlüsse nicht sorgfältig abgedichtet werden und ist deshalb zu vermeiden. Eine vollflächige Verklebung mit Zahnspachtel ist vorzuziehen, da dies einerseits den kapillaren Feuchtigkeitstransport optimiert, andererseits eine Luftströmung zwischen Dämmstoff und Wand sicher ausgeschlossen wird. Die möglichst schmal auszuführenden Stöße werden entweder mit Kleber verbunden und abgedichtet oder nach dem Montage mit einer Kalkzementglätte überspachtelt. Die Oberfläche kann mit Kalkzementglätte gespachtelt oder mit einem mineralischen Putz versehen werden. Wärmebrücken durch Wand- und Deckenanschlüsse sind, wie bei Innendämmung üblich, mit Dämmkeilen oder anderen geeigneten Maßnahmen abzumindern.
Um die Feuchtigkeitsabfuhr und Dämmwirkung der Platte nicht zu beeinträchtigen, darf Wandoberfläche nicht großflächig mit diffusionsabsperrenden Beschichtungen versehen werden (z. B. wie mehrfacher Dispersionsfarbenanstrich auf Raufasertapeten). Allgemein wird als Beschichtung eine Silikatfarbe empfohlen, auch das Aufbringen leichter Papiertapeten ist möglich.
Bei Fachwerkbauten ist auch das Aufkleben der Platten auf die Innenwände mit Lehmmörtel üblich.
Bei der Verkleidung von Bauteilen zu Brandschutzzwecken vereinfacht die Möglichkeit, die Platten untereinander zu verschrauben, die Montage wesentlich.

## Technische Daten
- Diffusionsäquivalente Luftschichtdicke (sd-Wert) bei 5-cm-Platte = µ × 0,05 = 0,25–1 m
- Wasseraufnahmekoeffizient (w-Wert): {\displaystyle 71\,\mathrm {\frac {kg}{m^{2}\cdot {\sqrt {h}}}} }
- Druckfestigkeit: 0,5–1,5 N/mm²
- DIN EN 14306